# Perda fitta
Perdas fittas in Serramanna auf Sardinien sind zwei Menhire.
- Perda Fitta 1 ist ein 1,65 m hoher Menhir aus Granit.[1]
- Perda Fitta 2 hat eine konische Form, er ist aus Granit, 1,45 m hoch und hat an der Basis einen Durchmesser von 3,20 m. Er ist mit einer Reihe von zehn vertikalen Schälchen dekoriert.[2] Er steht in einer Einfassung der Ozieri-Kultur.[3]

Oft wird der Begriff auf Sardinien auch allgemein für Menhire verwandt.